# ホルヘ・デ・フルートス
ホルヘ・デ・フルートス・セバスティアン（Jorge de Frutos Sebastián、1997年2月20日 - ）は、スペイン・カスティーリャ・イ・レオン州ナバレス・デ・エンメディオ出身のサッカー選手。プリメーラ・ディビシオン・ラージョ・バジェカーノ所属。ポジションはFW。

## クラブ経歴
地元カスティーリャ・イ・レオン州の小さなチームのカンテラを転々としたあと、2015年にCFラージョ・マハダオンダのカンテラに入所。翌2016年にトップチームに昇格。同年8月20日のセグンダ・ディビシオンB (3部リーグ)のセスタオRC戦でプロデビュー。2016-17シーズンは16試合に出場、翌2017-18シーズンは3部リーグながら38試合9得点の好成績を残した。
2018年5月1日、レアル・マドリード傘下のレアル・マドリード・カスティージャへの移籍が決定。2018-19シーズンは37試合7ゴールを記録したものの、トップチーム昇格までには至らず、2019年6月25日にレアル・バリャドリードへのローン移籍が決定。しかし、バリャドリードでは3試合の出場にとどまり、2020年1月からはラージョ・バジェカーノでプレー。2部リーグで17試合2ゴールを記録した。
2020年7月29日、レバンテUDと5年契約を締結したことが発表された。
2023年8月17日、古巣ラージョ・バジェカーノへ移籍し、5年契約を結んだ。